# Drosophila brevitabula
Drosophila brevitabula este o specie de muște din genul Drosophila, familia Drosophilidae, descrisă de Zhang și Masanori Joseph Toda în anul 1992. Conform Catalogue of Life specia Drosophila brevitabula nu are subspecii cunoscute.